# Syriskos
Syriskos (altgriechisch Συρίσκος, „der kleine Syrer“) war ein attischer Töpfer und rotfiguriger Vasenmaler, der um 490 bis 470/60 v. Chr. in Athen tätig war.
Syriskos war ursprünglich nur als Töpfer durch seine Signatur auf einem Astragalos bekannt. In den 1990er Jahren kam ein von ihm als Maler signierter Kelchkrater hinzu. Ausgehend vom Stil dieses Kraters konnte gezeigt werden, dass es sich beim malerischen Werk des Syriskos um das bis dahin unter dem Notnamen Kopenhagen-Maler zusammengestellte Œuvre handelt. Es ist auch möglich, dass er mit dem sogenannten Syriskos-Maler, der dem Kopenhagen-Maler stilistisch eng verwandt ist, identisch ist, John D. Beazley sprach von den beiden als „Brüdern“. Die Zugehörigkeit der beiden „Πιστόχσενος Συρίσκος εποίεσεν“ signierten Skyphoi, die Beazley dem P.S.-Maler zuordnete, da er sich zwischen den beiden Namen nicht entscheiden konnte, ist bisher nicht abschließend geklärt.